# FACOM 9450
FACOM 9450（ファコムキューヨンゴーマル）は1981年から富士通が日本で販売した企業向けパソコンの名称である。オフコンやワークステーションに分類されることもある。
ハードウェアはパナファコム（1987年よりPFU）が開発・製造を担当し、OEMで調達された。同社および松下電器産業（現・パナソニック。以下、松下）からもそれぞれのブランドで販売された。ソフトウェアはオフィスソフトのシリーズであるEPOCファミリが用意されたほか、9450シリーズ独自の特徴としてFACOM Mシリーズ（メインフレーム）やFACOM Kシリーズ（拠点サーバー・ワークステーション）と連携が強化されている。標準OSはシリーズ専用に開発されたAPCS(Advanced Personal Computer System)。競合機種は日本電気 N5200、日本IBM マルチステーション5550、日立 パーソナルワークステーション2020/2050、内田洋行 USACカマラード。
シリーズは1983年にFACOM 9450II、1985年にFACOM 9450Σと続き、1989年にFMRシリーズへ統合された。シリーズ累計で25万台が販売された。

## 歴史
1980年3月、富士通が保谷硝子の店舗端末に用いる特注パソコン「HIT-80」を開発したと発表。同年9月、パナファコムがこれをベースに企業向けの16ビットパソコン「C-180」を開発・発表した。当初、この製品は全てが富士通と松下にOEMで供給された。これには、富士通と松下はそれぞれの販売網を築いていたことと、それまでミニコン専業メーカーであったパナファコムは販売力が不足していた背景があった。1982年にはパナファコムでも自社ブランドで「C-180ファミリ」として発売された。
1981年、富士通はC-180にFACOM Mシリーズ用の通信端末機能を加えて、FACOM 9450を発売。9450という型番は同社のメインフレーム用ディスプレイ端末(FACOM 9410など)から継承しており、端末機事業部が開発を担当した。主に銀行や販売チェーン店、製造業の研究部門といった大企業の通信端末として導入されたものの、まだ当時の日本市場ではビジネス向けパソコン自体が時期尚早であったため、特段注目されることはなかった。個人向けパソコン(FM-8)を販売する同社半導体部門との軋轢も重なり、1982年末には販売中止の危機に陥った。
1983年3月、日本IBMから類似のコンセプトを持ったパソコン「マルチステーション5550」が発売されると、本シリーズを含むオフィスパソコンのジャンルにユーザーの関心が集まった。富士通は同年4月にCPUやグラフィック機能を強化したFACOM 9450IIを発売。注文が急激に増え、当初は月3000台生産されていたところを月5000台に増産。パナファコムの工場だけでは生産能力に限界が見えてきたため、一部の部品は富士通でも製造されるようになった。翌年末にはパナファコムの大和工場が拡張され、月8000台の生産が可能になった。
1985年にはワークステーション機能を拡張したFACOM 9450Σを発売。ハードウェア面では処理能力とグラフィック機能を強化。ソフトウェア面ではEPOCファミリの各ソフト間やLANとの連携機能、画像処理のサポートを強化。MシリーズやKシリーズと連携して電子メール、ファイル共有、プリンタ共有をサポートした。従来のEPOCファミリの機能を引き継いでマルチウィンドウをサポートしたEPOC-JVファミリが加わった。ワークステーションとしての機能は充実したが、ディーラーやユーザーからはオフコンのK-10やパソコンのFM-16βとの切り分けがはっきりしないという声が上がった。
1987年、CPUに68000シリーズ、OSにUNIXベースのSX/Gを採用し、エンジニアリングワークステーション (EWS) を意識したFACOM Gシリーズを発表。多機能化に進んでいた9450シリーズは小型機を展開し、既存資産の継承と機能の強化、事務処理・通信端末の役割に重点を置くようになる。普及型パソコン用OSとして一般化してきたMS-DOSとの連携を強化した。
1989年、パソコン市場のオープン化や32ビット化の流れを受けて、FMRシリーズとFACOM 9450シリーズの両互換機「FMR-50Λ」「FMR-70Σ」を発売。FACOM 9450シリーズはFMRシリーズに吸収された。

## シリーズ毎の特徴

### FACOM 9450
1981年10月発表。パナファコムのC-180、松下のC-18が同等機。
松下電子工業が開発した16ビットCPU MN1610A (4MHz、2相クロック)を2個搭載。うち1個はプリンタや画面の入出力制御を専門に行うサブCPUとして機能する。メインメモリは124KB（パリティ付き）。テキスト表示は80桁×24行。後発のD/Eモデルのみビットマップ画像を表示可能で、画面解像度は720×480ドット。モノクロCRTおよびFDD一体型。外付けでキーボード、プリンタ、増設用ディスク装置（8インチFDDやHDD）を接続可能。電源の切断はソフトウェアからも行える。
ソフトウェアには整数演算のみで処理速度を優先した事務処理用BASIC「BASIC-B」、科学技術計算用単精度BASIC「BASIC-S」(変数をFACOM形式16ビット浮動小数点数として保持)、表計算ソフト「EPOCALC」および端末エミュレータ「F9526エミュレータ」などが用意された。後にハードウェアでは日本語処理に対応したモデルやグラフィックに特化したモデル、ソフトウェアではEPOCALCの日本語対応版「EPOCALC-J」、日本語ワープロソフト「JEDITOR」(後に「EPOWORD」と改称)、グラフ作成ソフト「EPOGRRAPH」、科学技術計算用倍精度BASIC「BASIC-D」(変数をFACOM形式32ビット浮動小数点数として保持)、COBOLコンパイラなどが追加された。OSはAPCSIIで、フォアグラウンドとバックグラウンドの2つの領域で異なるプログラムを同時に実行するマルチジョブ機能、1つのジョブ内で最大256個のプログラムをタイムスライスで並行処理するマルチタスク機能が特徴である。

### FACOM 9450II
1983年4月発表。パナファコムのC-280、松下のオペレート7000が同等機。日本ハネウェルにもOEM供給され、「DPSジュニア」として販売された。
CPUはMN1613を2個。メインメモリは384KB（最大512KB）。画面は640×480ドット、モノクロまたは7色カラー表示。JIS第1水準漢字ROMを標準実装。本体はCRT一体型からデスクトップ型になり、本体、キーボード、CRTの組み合わせや配置方法の自由度が増した。CPUの改良により浮動小数点演算をサポート。通信回線経由で遠隔から電源を投入・切断できる。
標準OSはAPCSIII。オプションの8086カードでCP/M-86をサポートしている。

### FACOM 9450Σ
1985年5月発表。FACOM 9450IIの上位機種にあたる。パナファコムのC-380、松下のオペレート8000が同等機。
CPUはMN1617。画面制御用に68000、CRTCとしてHD63484を搭載。メインメモリは1MB。画面解像度は960×720ドット、24ドットフォント表示。VRAMはカラー表示で1.5MB、モノクロ表示で1MBで、この他にグラフィックパターンなどを格納する512KBのデュアルポートRAMをもつ。漢字ROMとデュアルポートRAM、VRAM、CRTCは5MB/sのグラフィック専用バスで接続されており、CRTCやASICでVRAMに画面毎の表示データを書き出し、別のASICでVRAM中の複数の画面を合成して出力している。筐体は大きくなり、デスクサイド型になった。後にFA向けモデルや40MB HD内蔵モデルを追加。
ソフトウェア面では通信端末としてのオンライン連携機能の強化、画像処理系機能・周辺機器の充実化。EPOC-Jファミリをマルチウインドウシステムの上で動作するようにした「EPOC-JVファミリ」をサポート。EPOCALC-JVのワークシートなどを最大10画面まで表示できる。標準OSはAPCSIV。オプションの80286カードでMS-DOSをサポート。MS-DOSはAPCS配下のジョブの一つとして動作し、APCSのアプリケーションと同時に実行することができる。MS-DOS対応ソフトにF-BASIC86HGやdBASEIIIなどが存在した。

### FACOM 9450Λ
1986年1月発表。FACOM 9450IIの直系の後継機種にあたる。パナファコムのC-280EX、松下のオペレート7000mkIIが同等機。
CPUはMN1617。メインメモリは512KB（最大1MB）。FACOM 9450IIの基本仕様を継承しつつ、システム本体の基本性能を向上した。標準OSはAPCSIIIs。

### FACOM 9450ΣmkII
1987年5月発表。FACOM 9450Σの後継機。パナファコムのC-380EX、松下のオペレート8000mkIIが同等機。
CPUはMN1617A (24MHz)。RAM 1MB（最大3.5MB）。FACOM 9450Σの基本仕様はそのままCPUの性能を向上。デスクサイド型からFACOM 9450ΛmkIIと同一筐体のデスクトップ型となり、小型化した。

### FACOM 9450ΛmkII
1987年5月発表。FACOM 9450Λの後継機。
CPUはMN1617A (20MHz)。RAM 1MB（最大2MB）。FACOM 9450Λの基本仕様はそのままCPUの性能を向上。

### FACOM 9450αmkII
1987年5月発表。FACOM 9450Λ互換のエントリーモデル。パナファコムのC-250EX、松下のオペレート6000が同等機。
基本性能は9450Λと同等で、薄型のプラズマディスプレイを採用し、本体をΛの3分の1まで小型化した。バーコードリーダインターフェイスを標準で搭載し、オプションのバーコードリーダをキーボードやテンキーに接続して使用可能。

### FACOM 9450LTmkII
1988年9月発表。FACOM 9450αmkIIのラップトップモデル。PFUのC-250LT、松下のオペレート6000(C-6000LE/LF)が同等機。
RAM 1MB（最大1.5MB）。640×480ドット4階調の12インチ相当プラズマディスプレイを搭載。JIS第1・第2水準漢字ROM、3.5インチFDD、20/40MB HDDを内蔵。AC電源必須。

## 機種一覧
FACOM 9450
| 型番     | RAM   | FD                | HD  | 表示                      | 発表年月   |
| -------- | ----- | ----------------- | --- | ------------------------- | ---------- |
| F9451PC1 | 124KB | 5インチ 320KB × 2 | -   | ANK文字                   | 1981年10月 |
| F9451A1  | 128KB | 5インチ 640KB × 2 | -   | ANK文字                   | 1982年2月  |
| F9451B1  | 128KB | 5インチ 640KB × 2 | -   | ANK文字、JIS第1水準漢字   | 1982年2月  |
| F9451C1  | 128KB | 5インチ 640KB × 1 | 5MB | ANK文字、JIS第1水準漢字   | 1982年2月  |
| F9451D1  | 128KB | 5インチ 640KB × 2 | -   | 720×480ドットビットマップ | 1982年9月  |
| F9451E1  | 128KB | 5インチ 640KB × 1 | 5MB | 720×480ドットビットマップ | 1982年9月  |

FACOM 9450II
| 型番      | RAM   | FD              | HD   |
| --------- | ----- | --------------- | ---- |
| F9451SS2  | 256KB | 5インチ 1MB × 2 | -    |
| F9451SS3  | 384KB | 5インチ 1MB × 2 | -    |
| F9451SD2  | 256KB | 5インチ 1MB × 1 | 10MB |
| F9451SD3  | 384KB | 5インチ 1MB × 1 | 10MB |
| F9451LL2  | 256KB | 8インチ 1MB × 2 | -    |
| F9451LL3  | 384KB | 8インチ 1MB × 2 | -    |
| F9451LD2  | 256KB | 8インチ 1MB × 1 | 10MB |
| F9451LD3  | 384KB | 8インチ 1MB × 1 | 10MB |
| F9451SS32 | 384KB | 5インチ 1MB × 2 | -    |
| F9451SD32 | 384KB | 5インチ 1MB × 1 | 10MB |
| F9451SD33 | 384KB | 5インチ 1MB × 1 | 20MB |
| F9451LL32 | 384KB | 8インチ 1MB × 2 | -    |
| F9451LD32 | 384KB | 8インチ 1MB × 1 | 10MB |
| F9451LD33 | 384KB | 8インチ 1MB × 1 | 20MB |

FACOM 9450Σ
| 型番      | FD              | HD   | 表示     | 備考         |
| --------- | --------------- | ---- | -------- | ------------ |
| F9452SS10 | 5インチ 1MB × 2 | -    | モノクロ |              |
| F9453SS10 | 5インチ 1MB × 2 | -    | カラー   |              |
| F9452SD10 | 5インチ 1MB × 1 | 20MB | モノクロ |              |
| F9453SD10 | 5インチ 1MB × 1 | 20MB | カラー   |              |
| F9452SD11 | 5インチ 1MB × 1 | 40MB | モノクロ |              |
| F9453SD11 | 5インチ 1MB × 1 | 40MB | カラー   |              |
| F9453SD15 | 5インチ 1MB × 1 | 20MB | カラー   | 耐環境モデル |
| F9452LD10 | 8インチ 1MB × 1 | 20MB | モノクロ |              |
| F9453LD10 | 8インチ 1MB × 1 | 20MB | カラー   |              |
| F9452LD11 | 8インチ 1MB × 1 | 40MB | モノクロ |              |
| F9453LD11 | 8インチ 1MB × 1 | 40MB | カラー   |              |

FACOM 9450Λ
| 型番      | FD              | HD   |
| --------- | --------------- | ---- |
| F9451SS50 | 5インチ 1MB × 2 | -    |
| F9451SD50 | 5インチ 1MB × 1 | 20MB |
| F9451LL50 | 8インチ 1MB × 2 | -    |
| F9451LD50 | 8インチ 1MB × 1 | 20MB |

FACOM 9450ΣmkII
| 型番       | FD              | HD   |
| ---------- | --------------- | ---- |
| F9452SS12A | 5インチ 1MB × 2 | -    |
| F9452SD12A | 5インチ 1MB × 1 | 20MB |
| F9452SD13A | 5インチ 1MB × 1 | 40MB |
| F9452LD12A | 8インチ 1MB × 1 | 20MB |
| F9452LD13A | 8インチ 1MB × 1 | 40MB |
| F9452SD15  | 5インチ 1MB × 1 | 20MB |

FACOM 9450ΛmkII
| 型番      | FD              | HD   |
| --------- | --------------- | ---- |
| F9451SS12 | 5インチ 1MB × 2 | -    |
| F9451SD12 | 5インチ 1MB × 1 | 20MB |
| F9451SD13 | 5インチ 1MB × 1 | 40MB |
| F9451LL12 | 8インチ 1MB × 2 | -    |
| F9451LD12 | 8インチ 1MB × 1 | 20MB |
| F9451LD13 | 8インチ 1MB × 1 | 40MB |

FACOM 9450αmkII
| 型番       | FD                | HD   |
| ---------- | ----------------- | ---- |
| F9450CC52A | 3.5インチ 1MB × 2 | -    |
| F9450CC62  | 3.5インチ 1MB × 2 | -    |
| F9450CD52A | 3.5インチ 1MB × 1 | 20MB |
| F9450CD62  | 3.5インチ 1MB × 1 | 20MB |

FACOM 9450LTmkII
| 型番      | FD                | HD   |
| --------- | ----------------- | ---- |
| F9450LT12 | 3.5インチ 1MB × 1 | 20MB |
| F9450LT13 | 3.5インチ 1MB × 1 | 40MB |